# Northlake (Texas)
Northlake város az USA Texas államában, Denton megyében. Lakosainak száma 5201 fő (2020. április 1.).

## Népesség
A település népességének változása:
| Lakosok száma | 20   | 1724 | 5201 |
|               | 1970 | 2010 | 2020 |